# 牛窪心希
牛窪 心希（うしくぼ しんき、1997年1月21日 - ）は、ジャパンラグビーリーグワン花園近鉄ライナーズに2023-24シーズンまで所属していたラグビー選手。

## プロフィール
- 大阪府出身[1]。
- ポジションはプロップ(PR)。
- 身長 177 cm、体重 112 kg

## 略歴
2015年、興國高校卒業後、大阪国際大学に入る。
2019年、大阪国際大学卒業後、日本製鉄釜石シーウェイブスに加入。同年11月23日に行われたジャパンラグビートップチャレンジリーグ第2節九州電力キューデンヴォルテクス戦に途中出場で公式戦初出場を果たす。
2022年、近鉄ライナーズ(現・花園近鉄ライナーズ)に加入。2024年5月退団。